# Umberto Pasti
Umberto Pasti (Milano, 5 novembre 1957) è uno scrittore e botanico italiano.

## Biografia
Vive e lavora in Italia e in Marocco. Dopo la laurea in Filosofia della storia, ha collaborato con il Giornale, scrivendo di letteratura, di arte e costume. Impegnato nella difesa del territorio, ha fatto della natura del nord Africa la protagonista di quasi tutti i suoi libri, a partire dal suo romanzo di esordio L'Età fiorita fino all'ultimo Perduto in Paradiso.
Gli altri suoi libri sono: L'Accademia del dottor Pastiche, Giardini e no, Manuale di resistenza botanica, Più felice del mondo, il pamphlet Un cri du coeur, Il bacio della medusa e Animali e no(Bompiani, 2016), sorta di autobiografia scandita dall'incontro con animali e fiori selvatici.
È tradotto in inglese, francese, spagnolo e arabo marocchino. Ha realizzato giardini in Italia, Spagna e Marocco, cercando sempre di utilizzare le piante autoctone.
Il suo giardino di Rohuna, in un piccolo villaggio del nord del Marocco, dove ha messo in salvo centinaia di specie minacciate dallo sviluppo selvaggio della regione, è noto nel mondo intero.

## Vita privata
Ha avuto una relazione con Mario Mieli, di cui ha parlato nel libro E adesso, curato da Silvia De Laude.

## Opere
- L'età fiorita, Milano, Il Saggiatore, 2000 ISBN 88-428-0830-X. - Nuova ed. Milano, Bompiani, 2014 ISBN 978-88-452-7604-0.
- L'accademia del dottor Pastiche, Milano, Il Saggiatore, 2008 ISBN 978-88-428-1452-8.
- Giardini e no: manuale di sopravvivenza botanica, Milano, Bompiani, 2010 ISBN 978-88-452-6460-3.
- Un cri du cœur, Khbar Bladna, 2010
- Più felice del mondo, Milano, Bompiani, 2011 ISBN 978-88-452-6685-0.
- Il bacio della medusa, Khbar Bladna, 2016
- Animali e no, Milano, Bompiani, 2016 ISBN 978-88-452-8195-2.
- Perduto in paradiso, Milano, Bompiani, 2018 ISBN 978-88-452-9617-8.
- Eden Revisited: A Garden in Northern Morocco, New York, Rizzoli, 2019 ISBN 978-0-8478-6480-5
- The House of a Lifetime, New York, Rizzoli, 2023 ISBN 978-0-8478-9913-5.